# Bruce Lawrence (Bassist)
Bruce Lawrence (* 1926 oder 1927 in New York City; † 31. August 2015 in Bothell) war ein US-amerikanischer Kontrabassist, der sowohl im Bereich des Jazz als auch der klassischen Musik hervorgetreten ist.

## Leben und Wirken
Lawrence, der im Harlemer Viertel Sugar Hill aufwuchs, lernte zunächst Klavier, bevor er zum Bass wechselte. In New York besuchte er die High School of Music & Art, bevor er zwei Jahre an der Juilliard School Kontrabass studierte. Seine professionelle Karriere begann er als Jazzmusiker; erste Aufnahmen entstanden 1948 mit dem Pianisten Dave Martin und mit Milt Buckner, 1949 mit Babs Gonzales und Wynonie Harris. In den 1950er-Jahren spielte er u. a. als Begleiter von Ella Fitzgerald, John Coltrane, Rose Murphy und Mary Lou Williams („Chuck-a-Lunk“ 1959). Im Bereich des Jazz war er zwischen 1948 und 1959 an neun Aufnahmesessions beteiligt.
In den folgenden Jahren arbeitete er im Feld der klassischen Musik mit der Ottawa Symphony, dem Studioorchester der Canadian Broadcasting Corporation und der Syracuse (N.Y.) Symphony. Nach seinem Umzug nach Seattle war er der erste afroamerikanische Musiker der Seattle Symphony. Nach seinem Ausscheiden 2005 war er als Musikpädagoge u. a. an der Leschi Elementary School in Seattle tätig; außerdem arbeitete er an der Garfield High School und mit Studenten am Langston Hughes Performing Arts Institute in Seattle.